# Gaillan-en-Médoc
Gaillan-en-Médoc ist eine französische Gemeinde im Département Gironde in der Region Nouvelle-Aquitaine mit 2.376 Einwohnern (Stand: 1. Januar 2022). Sie gehört zum Arrondissement Lesparre-Médoc und zum Kanton Le Nord-Médoc. Die Einwohner werden Gaillanais genannt.

## Geografie
Gaillan-en-Médoc liegt etwa 61 Kilometer nordwestlich von Bordeaux im Norden der Halbinsel Médoc. Das Gemeindegebiet gehört zum Regionalen Naturpark Médoc. Umgeben wird Gaillan-en-Médoc von den Nachbargemeinden Queyrac im Norden, Civrac-en-Médoc im Nordosten, Lesparre-Médoc im Osten, Naujac-sur-Mer im Süden und Südwesten sowie Vendays-Montalivet im Westen und Nordwesten.
Durch die Gemeinde führt die frühere Route nationale 215 (heutige D1215).

## Bevölkerungsentwicklung
| Jahr                       | 1962 | 1968 | 1975 | 1982 | 1990 | 1999 | 2010 | 2020 |
| Einwohner                  | 1169 | 1229 | 1274 | 1482 | 1773 | 1915 | 2034 | 2355 |
| Quellen: Cassini und INSEE |      |      |      |      |      |      |      |      |

## Sehenswürdigkeiten

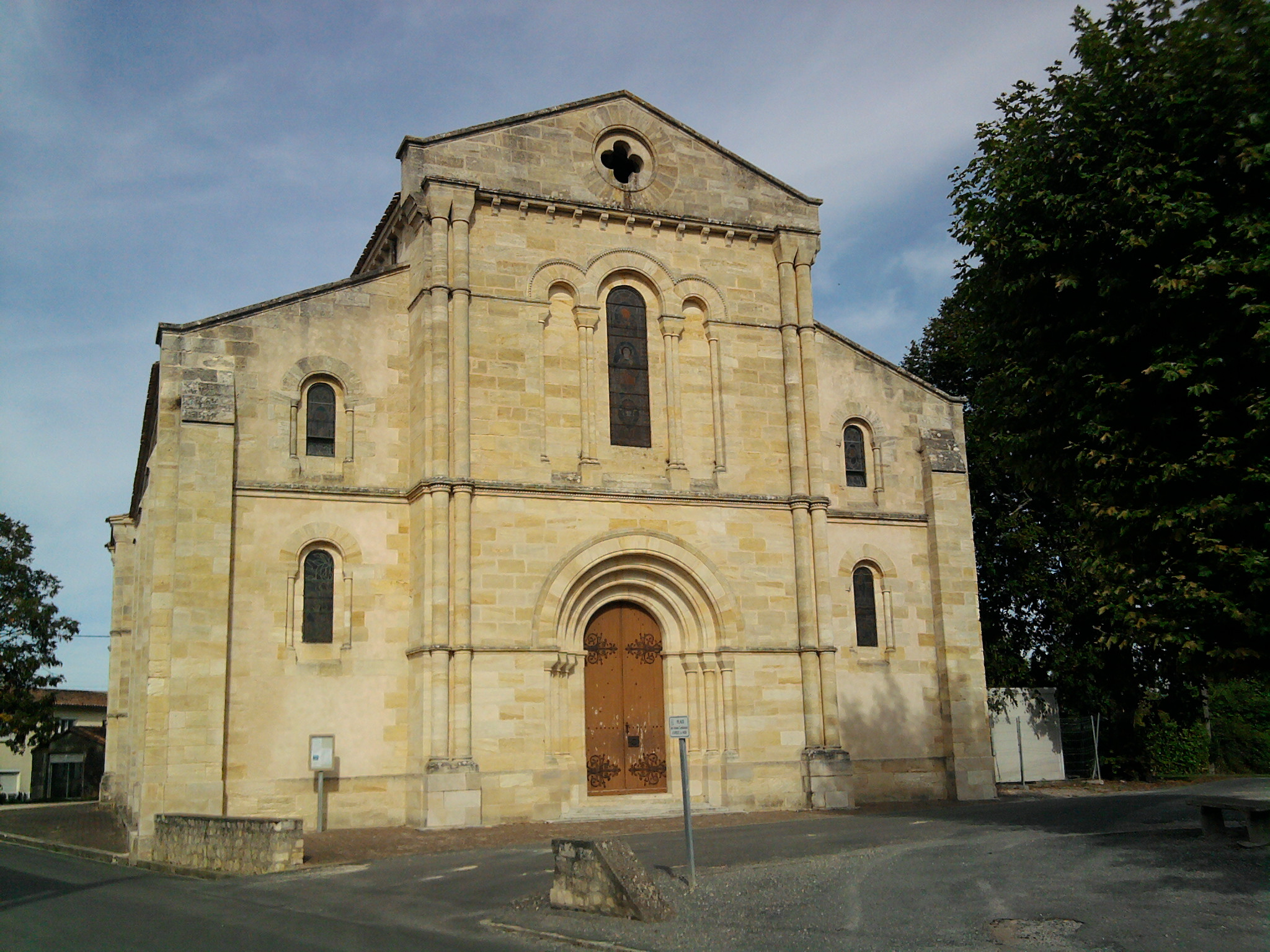
Kirche Saint-Pierre

- Kirche Saint-Pierre